# Duna Televízió
Duna Televízió (/ˈdunɒ ˈtɛlɛviːzioː/) est une chaîne de télévision généraliste publique hongroise fondée en 1992. Elle est considérée comme la chaîne de la diaspora hongroise.

## Programmes

### Programmation
Émettant uniquement par le câble et le satellite, elle diffuse des émissions à caractère généraliste, essentiellement en langue hongroise mais également et de façon très marginale en allemand, roumain et anglais sous-titré. Duna Televízió diffuse ses programmes sur le câble des principales grandes villes hongroises et également par le satellite Eurobird 9 A en Europe centrale et occidentale. Depuis 2004, elle peut également être reçue en Amérique du Nord et en Australie.
Si le quartier-général et les principaux studios de la chaîne sont situés à Budapest, Duna Televízió dispose également de studios régionaux à l'étranger, essentiellement dans les pays où vivent de fortes minorités hongroises (Slovaquie, Roumanie et Serbie). La chaîne y tourne des reportages et des modules thématiques témoignant de la vie quotidienne des commaunautés magyares de ces pays.
Les activités de la chaîne dans le domaine de la culture lui ont valu de recevoir le prix du patrimoine hongrois (Magyar Örökség Díj) et le prix Caméra (Conseil audiovisuel mondial pour l'édition et la recherche sur l'art) de l'Unesco en 1999.
Duna Televízió émet 24 heures sur 24. Les émissions régulières sont diffusées de 6 heures à 2 heures du matin, le reste du temps d'antenne étant constitué de rediffusions. La grille des programmes est constituée de séries et de films (européens et américains), de dessins animés, de documentaires, de jeux télévisés et de diverses émissions de flux. Parmi celles-ci, les plus populaires sont les journaux télévisés (Híradó), les programmes consacrés à la connaissance (Heuréka ! Megtaláltam !), les talks-shows, les émissions culinaires (Carlo és vendégei) ou les émissions consacrées à la diaspora (Mundi Romani).
La chaîne retransmet également des retransmissions sportives (matchs de football) et les principaux événements mondiaux. Depuis 2006, Duna Televízió a une déclinaison plus axée sur la culture et l'international, Duna World. La chaîne s'est d'abord appelée Duna 2 Autonómia (2006-2011), Duna 2 (2011-2012), avant de prendre son nom actuel.